# Power Macintosh 9500

### Power Macintosh 9500

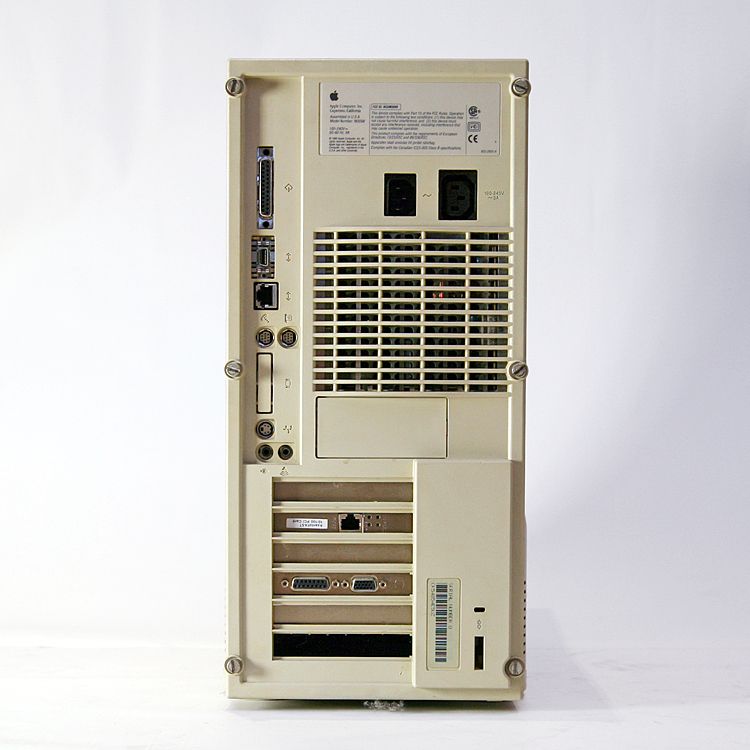
Power Macintosh 9500 hátlapja. Balra fent a SCSI (DB-25) csatlakozó, alatta az AAUI és 10Base-T Ethernet csatlakozó helyek. A modem és Geoport egymás alatt, a DB-15 (kijelző) csatlakozó nincs, a fedlapja látható. Alatta az ADB egymagában, és a hang és hang be egymás mellett. A hat PCI hely közül a másodikban (vélhetően Ethernet) és negyedikben (vélhetően kijelző) van kártya, a hatodik fedlapja hiányzik

A Power Macintosh 9500 számítógépet az Apple gyártotta és forgalmazta 1995. június 19. és 1996. november 1. között. A Power Macintosh 9500 a Power Macintosh számítógép-családba tartozott. A Power Macintosht szokás Power Mac-ként vagy PM-ként említeni szóban és írásban, az Apple hivatalosan az első G4-es Power Macnél használta a Power Mac megnevezést. A PM 9500/120 fejlesztői kódneve Tsunami volt, a PM 9500/150-é Autobahn, míg a PM 9500/180-200-é Nevada.

## Története
A Power Macintosh 9500-at PowerPC 604 processzor vezérelte, a második generációs PowerPC chip, amely gyorsabb volt, mint a Power Macintosh 8100-ban használt PowerPC 601 chip. Az 1996 augusztusában bemutatott 180 MP és 200 MHz-es modellek a tovább fejlesztett PowerPC 604e processzort használták. A PM 9500-at a Power Macintosh 9600 váltotta.
A PM 9500 számos technológiai újdonságot hozott. A CPU-t egy külön nyákra szerelték, így könnyen volt cserélhető. Léteztek egyprocesszoros kártyák 120 és 200 MHz sebességen, valamint egy kétprocesszoros kártya két 180 MHz-es CPU-val – ez utóbbi jelölése volt az „MP“ (ahogy a lenti idő-grafikonon is látható). A 9000-es sorozat két gépe egyaránt hat PCI bővítő hellyel érkezett – ez a rekord a Power Macintosh gépek esetén. Igaz, az egyik helyet elvitte a grafikus kártya, mert az alaplap nem támogatta a megjelenítést, másfelől a felhasználó igényének megfelelő grafikus kártyát választhatott. Az Infoworld megjegyezte: „Mivel a legtöbb multimédiás fejlesztő nem használja a korábbi Mac modelleken található beépített videó-szerkesztést, az Apple okosan spórolt azzal, hogy egyszerűen elhagyta a kapcsolódó hardvert. A felhasználók megvásárolhatják saját PCI grafikus kártyájukat, vagy választhatják az Apple 64 bites gyorsított PCI videó-kártyát 2 MB VRAM-mal, mint opcionális kiegészítő.“
A PM 9500 volt az első olyan Apple számítógép, amely támogatja a 168 tűs DIMM memóriamodulokat. Az 512 KB-os, 128 bit szélességű L2 gyorsítótár pedig visszamásolást használt az átírás helyett, ami nagyobb sebességet kínált, mint a korábbi Macintosh modellek. Az alaplapon összesen 12 memóriafoglalatot alakítottak ki. A PM 9500 bemutatásakor a 64 MB-os DIMM voltak a piacon elérhető legnagyobb, ami 768 MB-os memóriakorlátot jelentett (az Advantage Memory 3900 dollárt kért egy 64 MB-s DIMM modulért). A 128 MB-os DIMM-eket 1995-ben mutatták be, a memóriakorlát így 1,5 GB-ra nőtt, de a System 7.5.2 nem volt képes 1 GB-nál többet használni.
A PM 9500 volt az első Power Macintosh, amely az AAUI port mellett 10BASE-T Ethernet-portot is kínált. A PM 9500 teljes toronyházban érkezett, és hét belső meghajtóhellyel rendelkezett. A hét belső hely és a hat (öt) szabad PCI hely a legjobban bővíthető Macintosht adta a felhasználóknak, ezért roppant népszerű számítógép volt. Mivel nem volt a PM 9500-ra épülő szerver verzió, így sok helyen ezt a gépet használták – a megfelelő szoftver-kiegészítőkkel – fájl-, nyomtató–szervernek, illetve egyéb speciális feladatokra.
A MacWorld Magazine pozitívan értékelte a PM 9500-at, és arra a következtetésre jutott, hogy „a második generációs Power Mac a többség számára – túl drága… de kiváló csúcskategóriás grafikus munkaállomás – a színes kiadványszerkesztéshez, média tartalom előállításhoz, A sebessége és a bővíthetősége a tudományos és műszaki piacokon is népszerűvé kell, hogy tegye." Összehasonlításaik azt mutatták, hogy a PM 9500 felülmúlta a Quadra 950-et, amikor régebbi Mac-szoftvereket futtatott a Mac 68k emulátorban, és csaknem kétszeres olyan gyors, mint a Quadra 900.

## Power Macintosh 9500 verziók
- 1995. június 19. Power Macintosh 9500/120[5][6][7][8][9]
- 1995. június 19. Power Macintosh 9500/132[5][6][7][8][9]
- 1995. október 2. Power Macintosh 9515/132, csak Európában és Ázsiában
- 1996. április 22. Power Macintosh 9500/150[10]
- 1996. augusztus 7. MP 9500/200[11]
- 1996. augusztus 7. Power Macintosh 9500/180MP[8][11][12]

## A Power Macintosh 9500 technikai leírása
A álló házas gép súlya 16,7 kg, magassága 429 mm, szélessége 196 mm és mélysége 400 mm volt. A számítógépet 120 MHz-es PowerPC 604 processzor vezérelte (L1 cache: 32kB, L2 cache: 512k), a rendszerbusz 40 MHz-en működött. Az adatokat a 1 GB SCSI belső merevlemezre lehetett elmenteni. Külső adattárolási lehetőséget az 1,44 MB kapacitású hajlékonylemez meghajtó és 4x CD-ROM kínált. A gépet System 7.5.2 operációs rendszerrel szállították. A tizenkettő memória helyre az alapkonfigurációban 16 MB (70 ns) memóriát ültettek, maximálisan 1536 MB kezelésére volt képes a gép a gyári specifikáció szerint. A számítógépnek nem volt saját kijelzője. A videó-kimeneten át 832x624 képpont felbontású jelet adott ki. A kép megjelenítést 2 MB (maximum: 4 MB) videó-memória támogatta. A gép két portot – AAUI és 10Base-T – kínált Ethernet csatlakozáshoz és nem volt beépített modeme. A gépnek a következő csatlakozói voltak: egy ADB, egy DB-25 SCSI-hoz, két Geoport, és egy mikrofon (Plain Talk). A gép bővíthetőségét szolgálta egy LC PDS bővítőhely. Külső SCSI eszköz (merevlemez) csatlakoztatására is volt lehetőség.

## Technikai adatok táblázatban
A táblázat nem tartalmazza az összes műszaki paramétert. Az egyes modelleknél a bemutatáskor érvényes adatokat soroljuk fel, a későbbi frissítéseket nem. Az adatok az Apple adatlapjáról származnak, a hiányzó adatok – egyes gépeknél a kivezetés időpontja, az összes kijelző adat, üzemóra adat... – az Everymac.com oldalról és a Mactracker alkalmazásból valók.
| Gép nevebemutatva kivezetveoperációs rendszer    | Méretmagasság szélesség mélység súly | Processzorprocesszor @órajel L1 és L2 cacherendszerbusz | Memóriaalap max. @sebességhely, típus                  | Háttértármerevlemezkülső adathordozó | Kijelzőmérete felbontása (képpont)           | Grafikavideókártyamemória (max.) VRAM típus               | Csatlakozók, bővíthetőségEthernetmodembelső bővítőhelyegyéb |
| ------------------------------------------------ | ------------------------------------ | ------------------------------------------------------- | ------------------------------------------------------ | ------------------------------------ | -------------------------------------------- | --------------------------------------------------------- | ----------------------------------------------------------- |
| PM 95001995. júni. 19. 1996. nov. 1.System 7.5.2 | 429x196x400 mm 16,7 kg álló házas    | PowerPC 604 @120 MHz L1: 32kB L2:512kBusz: @40 MHz      | 16 MB max: 1536 MB @70 nstizenkettő hely, 168-pin DIMM | 1 GB (SCSI)4x CD-ROM                 | nincs kijelző.Videókimenet: 832x624 képpont. | Apple Accelerated PCI Graphics Card2 MB / 4 MB Video Card | Ethernet: AAUI és 10Base-T–hat PCI                          |

## Power Macintosh számítógépek az időben
| A Power Macintosh számítógépek idővonalon |
| --- |
| |
| A színek kezdete a bemutató időpontja, a forgalmazás több esetben is hónapokkal később kezdődött. Megeshet, hogy egy csík végét kitakarja egy másik csík eleje. Előfordul, hogy a gyártás befejezését követően még egy ideig forgalomban marad a gép adott verziója. A 6100/66 géppel kezdődő sorok az asztali, fekvő Power Macintoshok, a 8100/80 géppel kezdődő sorok az álló Power Macintosok, a kis álló házat szürke csík jelöli. Az 5200/75 LC géppel kezdődő sorok a kijelzővel egybeépített Power Macintoshok. Az Apple adatlapokon nem szereplő adatok forrása az EveryMac. |

## Fordítás
Ez a szócikk részben vagy egészben  a   Power Macintosh 9500 című angol Wikipédia-szócikk ezen változatának fordításán alapul.  Az eredeti cikk szerkesztőit annak laptörténete sorolja fel. Ez a jelzés csupán a megfogalmazás eredetét és a szerzői jogokat jelzi, nem szolgál a cikkben szereplő információk forrásmegjelöléseként.